# 白血球減少
白血球減少（はっけっきゅうげんしょう、Leukopenia）とは、血液中の白血球の数が減少した状態である。白血球は、感染症に対する身体の主要な防御機能を果たしている。その為、白血球減少症になると、感染症のリスクが上昇する。症状としては、口内炎や皮膚のただれ、喉の痛み、咳、呼吸困難、眩暈、発熱、悪寒、体の痛み等がある。
また、白血球減少症の一種である好中球減少症は、最も多く存在する白血球である好中球の循環数が減少した状態を指す。白血球減少症と好中球減少症は、好中球数が感染症リスクの最も重要な指標である事から、同じ意味で使われる事がある。無顆粒球症は、好中球減少症の急性型である。

## 成因

### 医学的条件
白血球数の低下は、風邪やインフルエンザなどの急性ウイルス感染が原因で起こり得る。また、化学療法、放射線療法、骨髄線維症、再生不良性貧血（白血球、赤血球、血小板の産生不全）、幹細胞移植、骨髄移植、HIV、AIDS、ステロイドの使用との関連も指摘されている。
白血球数が少なくなるその他の原因としては、全身性エリテマトーデス、ホジキンリンパ腫、幾つかの種類の癌、腸チフス、マラリア、結核、デング熱、リケッチア感染症、脾臓肥大、葉酸欠乏症、オウム病、敗血症、シェーグレン症候群、ライム病などが挙げられる。また、銅や亜鉛などの特定のミネラルの欠乏によっても引き起こされる事が知られている。
偽性白血球減少症は、感染症の発症と同時に発症する。白血球（主に好中球、生体異物の侵襲に最初に反応する）は、検出可能な感染部位に向かって移動を開始する。この移動により、骨髄は感染に対抗する為に白血球を多く産生し、循環血中の白血球を回復させるが、感染症発症時に採取した血液には白血球が少ない為、「偽性白血球減少症」と呼ばれる。

### 医薬品
ある種の薬剤は、白血球の数や機能を変化させる事がある。
白血球減少症を引き起こす可能性のある薬剤としては、稀な副作用で全ての顆粒球（好中球、好塩基球、好酸球）が完全に消失する抗精神病薬のクロザピンが挙げられる。また、抗うつ薬であり喫煙依存症治療薬でもある塩酸ブプロピオンは、長期使用により白血球減少症を引き起こす可能性がある。一般的に処方される抗生物質であるミノサイクリンも、白血球減少症を引き起こす事が知られている薬剤である。また、てんかん（痙攣）、躁病（双極性障害）、片頭痛の治療薬であるジバルプロエクスナトリウムまたはバルプロ酸によっても、白血球減少症が起こるという報告がある。抗痙攣薬であるラモトリギンも、白血球数の減少と関連している。
メトロニダゾールのFDA承認資料には、この薬も白血球減少症を引き起こす可能性があると記載されており、処方者情報では、特に高用量の治療の前後に、鑑別細胞数を含む全血球数を調べる事が推奨されている。
シロリムス、ミコフェノール酸モフェチル、タクロリムス、シクロスポリン、レフルノミド、TNF阻害薬などの免疫抑制剤には、副作用として白血球減少症が知られている。多発性硬化症の治療に用いられるインターフェロン（インターフェロンβ-1a、インターフェロンβ-1b等）も白血球減少症を引き起こす可能性がある。
癌化学療法は、腫瘍の様に急速に成長する細胞を標的とするが、白血球にも骨髄で急速に成長するという特徴があるので、白血球にも悪影響を与え得る。がん治療の一般的な副作用は、好中球が低下する好中球減少症である。
ヒ素中毒の場合にも、白血球数の減少が見られる事がある。

## 診断
白血球減少症は、全血球算定で確認出来る。
下に、様々なタイプの白血球の血液基準値範囲を示す。2.5パーセンタイル（図中の帯の左端、95%予測区間を示す）は、白血球減少症を定義する為の一般的な限界値である。

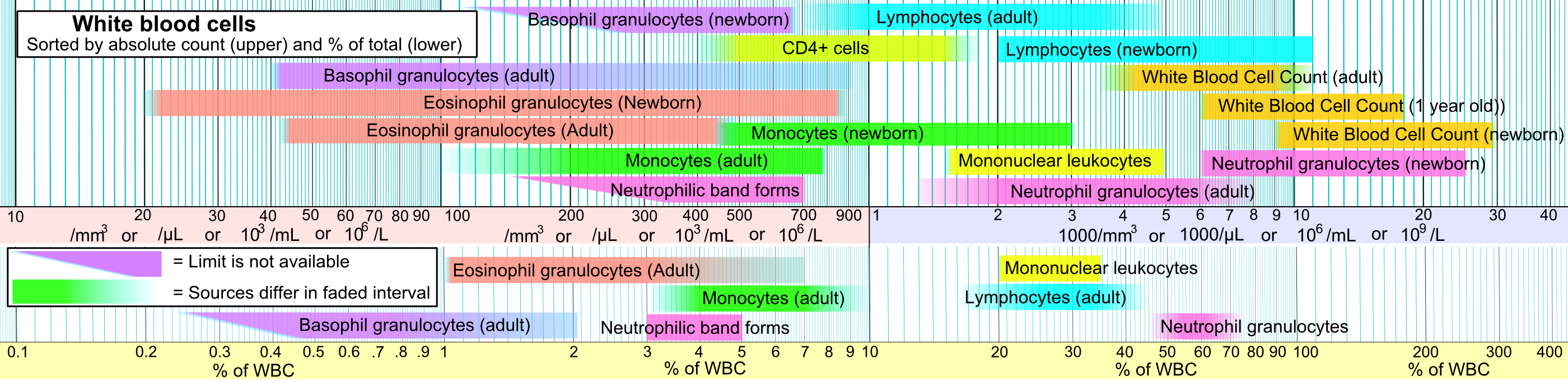